# Алиев, Мамед-Таги Абдул-Самет оглы
Мамедтаги Гаджи Абдуссамед оглы Алиев или Мамедтаги Гаджи Абдуссамед оглы Ализаде (азерб. Məmmədtağı Hacı Əbdüssəməd oğlu Əliyev; 1858, Шемаха — 1918, Шемаха) — общественно-политический деятель, учёный-экономист, публицист, один из пяти азербайджанцев, избранных в 1-ю Государственную думу Российской империи от Бакинской губернии.

## Биография

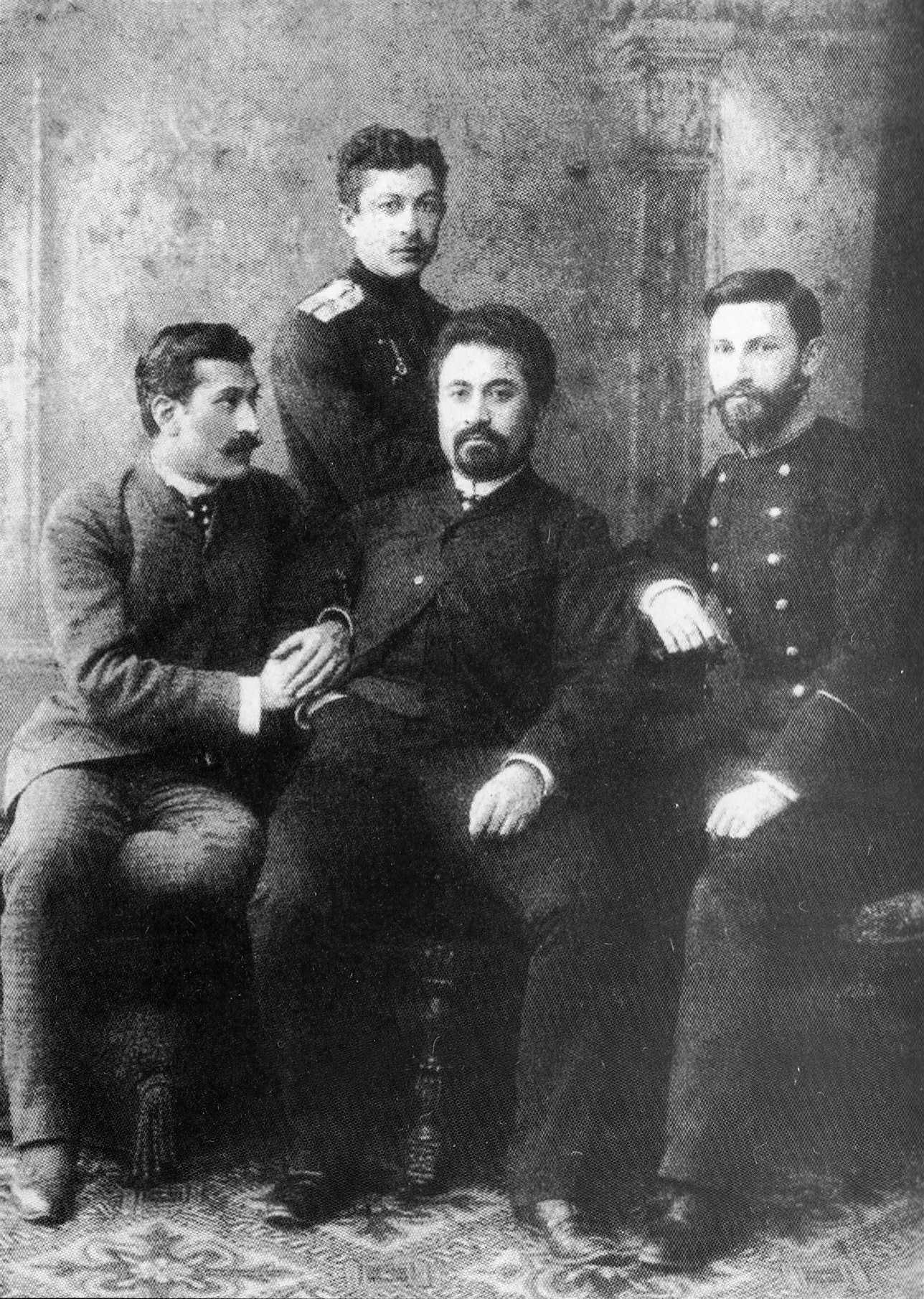
Мамед-Таги Алиев (сидит в центре) со своим братом Мехти Алиевым (слева) и Али-беком Гусейн-заде (справа), cзади стоит Мамед-Садыг Агабек-заде в Санкт-Петербурге в 1886 году

Мамедтаги Гаджи Абдуссамед оглы родился 10 января 1858 года в городе Шемахе. В 1864—1868 годах учился в уездной школе в Шемахе, в 1868—1874 годах — в 6-классной школе при Духовном управлении мусульман Кавказа в Тифлисе, а в 1874—1878 годах — в Бакинском реальном училище. После получения среднего образования окончил Петровско-Разумовскую земледельческую и лесную академию в Москве, получив высшее образование по специальности агроном и экономист.
Здесь он начал политическую и литературную деятельность, стал членом кружка «Имдадиййе», созданного в академии Наджаф-беком Везировым по инициативе Гасан-бека Зардаби. Публиковал статьи в газете «Экинчи» и других периодических изданиях. Писал в газете «Экинчи» под псевдонимом «Ширвани». Для повышения квалификации отправился в Европу. Прожил год во Франции и Германии, написал и опубликовал научную работу по экономике провинции Силезия.
В 1883—1888 годах работал в департаменте податей и сборов министерства финансов Российской империи. Из-за своих прогрессивных взглядов был вынужден подать в отставку. Вернулся в Шемаху, где занялся благотворительностью. Совершил поездку в Иран и, основываясь на наблюдениях, написал произведение, похожее на роман З. Марагаи «Дневник путешествия Ибрахим-бека».
Мамедтаги Алиев был одним из основоположников партии «Гуммет», созданной в 1904 году. В 1906 году Алиев был избран депутатом 1-й Государственной думы Российской империи от Бакинской губернии. В Думе как учёный-экономист симпатизировал Трудовой группе («трудовики»), как член мусульманской фракции отстаивал идею национальной автономии нерусских народов. После роспуска Думы вернулся в Шемаху и участвовал в общественной жизни города, открыв несколько школ. Владел немецким, французским, арабским, персидским и русским языками.
Алиев не покинул город в дни резни в Шемахе. В результате нападения дашнаков на его дом он был убит и сожжён. Его дом был предан огню, а все редкие рукописи в его библиотеке, включая книги, связанные с экономикой и сельским хозяйством, автором которых он был, были уничтожены.